# Tiberiu Ghioane
Tiberiu Ghioane (Târgu Secuiesc, 18 juni 1981) is een Roemeens voetballer die onder contract staat bij FC Dynamo Kiev. Ook heeft hij meerdere interlands gespeeld voor Roemenië, daarbij heeft hij tweemaal weten te scoren.

## Erelijst
FC Dynamo Kiev:
- Vysjtsja Liha: 2002–03, 2003–04, 2006–07, 2008-09
- Oekraïense voetbalbeker: 2002-03, 2004-05, 2005-06, 2006-07
- Oekraïense Super Cup: 2004, 2006, 2007